# Heiko Peschke
Heiko Peschke (* 18. September 1963 in Riesa) ist ein ehemaliger deutscher Fußballspieler und Fußballtrainer. Für den Halleschen FC Chemie und den FC Carl Zeiss Jena  spielte er in der DDR-Oberliga, für Bayer 05 Uerdingen in der Bundesliga und in der 2. Bundesliga. Für die DDR-A-Nationalmannschaft bestritt er fünf Länderspiele.

## Sportliche Laufbahn

### Nachwuchsspieler und Oberligadebüt beim Halleschen FC Chemie
Peschke begann als Siebenjähriger in seiner Geburtsstadt Riesa in der Kindermannschaft der Betriebssportgemeinschaft Stahl, in dessen Oberligaelf Vater Horst bereits gespielt hatte. Von 1977 bis 1983 besuchte er die Kinder- und Jugendsportschule in Halle, obwohl er als Riesaer Akteur eigentlich für die Delegierung an die Dresdener KJS vorgesehen war. Da sein Vater zu dieser Zeit die BSG Stahl Walzwerk Hettstedt trainierte, wurde nach einigen Differenzen eine andere Entscheidung getroffen, sodass Heiko Peschke ab 1977 die Farben des Halleschen FC Chemie trug. Dort spielte er zunächst in der Jugend- und später dann in der Juniorenmannschaft.
Im Frühjahr 1982 gab Peschke seinen Einstand in der DDR-Oberliga. Als am 18. Spieltag der Saison 1981/82, präziser beim schlussendlich torlosen Auswärtsremis Halles gegen den FC Rot-Weiß Erfurt, der HFC-Verteidiger Jürgen Schliebe bereits in der sechsten Minute ausscheiden musste, gab Trainer Jürgen Koitzsch dem damals 18-Jährigen die Gelegenheit, sich im Männerbereich zu bewähren. Peschke nutzte die Chance und wurde für den Rest der Saison als Vorstopper eingesetzt. Diese Position behielt er auch unter dem neuen Trainer Klaus Urbanczyk in der Oberligasaison 1982/83. Der 1,86 Meter große Peschke bestritt 25 der 26 Punktspiele und wurde obendrein mit acht Treffern zweitbester Torschütze des HFC.

### Stammspieler beim FC Carl Zeiss Jena
Damit brachte er die Voraussetzungen mit, sich in einem Spitzenklub zu bewähren. Zum Saisonbeginn 1983/84 und nach bestandenem Abitur wechselte Peschke zum Oberligisten FC Carl Zeiss Jena. Dort setzte er zunächst seine Karriere als Vorstopper fort und setzte sich sofort als Stammspieler durch. Im Laufe der Saison 1985/86 wechselte Peschke bei FC Carl Zeiss auf die Liberoposition, die er danach bei den Jenaern bis 1991 besetzte. Dabei blieb er nach wie vor torgefährlich und erzielte in jeder Spielzeit mindestens drei Punktspieltreffer.
Seine finale Spielzeit beim FC Carl Zeiss Jena war zugleich die letzte eigenständige Saison des ostdeutschen Erstligafußballs und somit gleichzeitig die Qualifikationsrunde für die 1. und 2. Bundesliga. Peschke, inzwischen 28 Jahre alt, absolvierte noch einmal 25 Punktspiele und erzielte sieben Tore. Als Sechster qualifizierten sich die Jenaer für die 2. Bundesliga, Peschke verließ jedoch zum Saisonende den Club. Nach acht Spielzeiten hatte er für die Zeiss-Städter 188 Oberligaspiele bestritten, in denen er 45 Tore erzielte. Außerdem war er in 27 nationalen Pokalspielen (neun Tore) und acht Europapokalspielen (ohne Torerfolg) eingesetzt worden.

### Bundesliga und 2. Bundesliga in Uerdingen
Peschke setzte 1991/92 seine Laufbahn beim Bayer 05 Uerdingen in der 2. Bundesliga fort. Bereits in seiner ersten Saison erreichte er mit den Uerdingern den Aufstieg in die Bundesliga und hatte dazu mit 31 Spielen als Mittelfeldspieler beigetragen. In der Bundesliga spielte Peschke 25-mal als Verteidiger, konnte aber den sofortigen Abstieg nicht verhindern. 1993/94 war er mit 35 Einsätzen erneut am Aufstieg beteiligt, und diesmal konnte sich Bayer für zwei Spielzeiten in der Bundesliga halten. Dabei konnte Peschke sein Erstligakonto auf insgesamt 67 Einsätze erhöhen und erzielte fünf Tore. Seine letzte Saison als Berufsspieler absolvierte Peschke als Abwehrspieler wieder in der 2. Bundesliga. Es war seine dritte Zweitligasaison, in der er auf insgesamt 92 Spiele mit vier Toren gekommen war.

### Auswahleinsätze
Im Sommer 1981 wurde er in den Kader der DDR-Juniorennationalmannschaft aufgenommen und belegte mit dem Team in der ČSSR bei den Jugendwettkämpfen der Freundschaft den 7. Platz. Bis 1982 bestritt der HFC-Spieler zehn U-18-Länderspiele, in denen er zunächst als Libero, später im Mittelfeld eingesetzt wurde. In seinem Jahrgang trat die DDR-Juniorenauswahl nicht in der Qualifikation zur U-18-EM 1982 an.
Mitte der 1980er-Jahre absolvierte Peschke auch Einsätze für die DDR-Nachwuchsnationalmannschaft. Nachdem er bis 1985 in 24 U-21-Partien aufgeboten wurde, kam im August 1988 für Peschke, dem Nachwuchsalter bereits entwachsen, das 25. und letzte Länderspiel in dieser Auswahl hinzu.
Zwischen 1986 und 1988 gehörte Peschke zum Aufgebot der Fußballolympiaauswahl der DDR, in der der Jenaer Libero in 25 Begegnungen eingesetzt wurde. Er bestritt sechs Qualifikationsspiele für das olympische Fußballturnier in Seoul und erzielte dabei als Libero zwei Tore. Die DDR konnte sich jedoch nicht für das Olympiaturnier qualifizieren.
Trotz seiner bis dato beeindruckenden Laufbahn kam Peschke erst spät zur DDR-A-Nationalelf. Sein erstes Länderspiel dort absolvierte er am 28. März 1990 im Testspiel gegen die USA (3:2) auf seiner gewohnten Position als Libero. Auch in den folgenden vier Länderspielen war er als Libero mit von der Partie, sein einziges A-Länderspieltor erzielte er am 11. April 1990 gegen Ägypten, als er bei 2:0-Sieg den ersten Treffer erzielte. Am 12. September 1990 gehörte er zum Kreis der eingesetzten Spieler, die das letzte Länderspiel der DDR-Nationalmannschaft beim 2:0-Auswärtserfolg in Belgien bestritten.

## Trainerlaufbahn und beruflicher Werdegang
Anschließend schlug Peschke eine Laufbahn als Fußballtrainer ein. Bereits 1991 hatte er das Diplom für sein Sportlehrerstudium erhalten. Später erwarb er die B- und A-Trainerlizenz und 1998 dann die Fußballlehrerlizenz. Den Lehrgang in Köln beendete er als Bester. Von 1997 bis 2000 trainierte er Anadolu Türkspor Krefeld und führte die Mannschaft in die Landesliga. Anfang 2001 übernahm Heiko Peschke den Verbandsligisten VfR Neuss, konnte die Mannschaft jedoch nicht vor dem Abstieg bewahren. Nach einer weiteren Trainerstation beim 1. FC Krefeld wurde Peschke Sportlehrer an einer Schule im Kreis Wesel und betätigte sich als Talentespäher.